# しゅごしゅご!
「しゅごしゅご!」はしゅごキャラエッグ!の通算2枚目のシングル。発売元はポニーキャニオン。しゅごキャラエッグ!単独のシングルは本作以降リリースされていない。

## 概要
この曲は、テレビアニメ『しゅごキャラ!!どきっ』のオープニングテーマ（2009年1月 - ）。初回限定盤はCD+DVD（しゅごキャラ!じお 番外編）、通常盤はCDのみの構成となっている。また、初回限定盤はイベント参加抽選シリアルナンバーカードが付属。このシングルに付属するしゅごキャラエッグ!オリジナルトレーディングカードは通常盤と初回限定盤とは絵柄が異なる。
振付は西田一生（西田プロジェクト）が担当。
2025年1月3日(金)より各サブスクリプション型(定額制)音楽ストリーミングサービスで配信開始された。

## 収録曲
1. しゅごしゅご!
（作詞：川上夏季 作曲：TATSUYA 編曲：安部潤）
2. ワンダーランドにつれてって
（作詞：川上夏季 作曲・編曲：BOUNCEBACK）
3. しゅごしゅご!(Instrumental)
4. ワンダーランドにつれてって(Instrumental)